# PowerBook 100
El PowerBook 100 es un ordenador personal subnotebook, fabricado por Apple Computer e introducido en el mercado el 21 de octubre de 1991, en la feria informática COMDEX, en Las Vegas, Nevada. Su precio inicial era de 2300 dólares, siendo el modelo más bajo de los tres modelos de Powerbooks presentados a la vez. 
Sus características se parecieron de cerca a las de su fallido antecesor, el Macintosh Portable: un Motorola 68000 a 16 megahertz (MHz) de procesador, 2–8 megabytes (MB) de memoria, una pantalla de cristal líquido (LCD) monocromática retroiluminada de 9 pulgadas (22,9 cm) con la resolución 640×400 pixeles, y el System 7.0.1 de sistema operativo. No tenía incorporado una disquetera y fue célebre por su diseño compacto extraordinario, que contenía una trackball como dispositivo apuntador antes del teclado para su fácil uso. 
El entonces director ejecutivo (CEO) John Sculley comenzó con el proyecto PowerBook en 1990, asignando un millón de dólares para marketing. A pesar del pequeño presupuesto de marketing, la nueva línea PowerBook fue un éxito, generando más de un millardo de dólares en ingresos para Apple en su primer año. Sony diseña y fabrica el PowerBook 100 en colaboración con el  Apple Industrial Design Group, equipo de diseño interno de Apple. Se descatalogó el 3 de septiembre de 1992, siendo sustituido por el PowerBook 145 y la serie PowerBook Duo. Desde entonces, ha sido elogiado en varias ocasiones por su diseño; PC World nombró al PowerBook 100 como el décimo ordenador personal más importante de todos los tiempos en 2006, y la edición en USA de la revista Mobile PC eligió el PowerBook 100 como el gadget más grande de todos los tiempos en 2005.

## Historia
Desde 1990, John Sculley, entonces CEO de Apple, supervisó el desarrollo del producto para asegurarse de que Apple lanzaría nuevos ordenadores al mercado más rápidamente. Su nueva estrategia era aumentar la cuota de mercado bajando los precios y lanzando más productos de éxito. Esta estrategia contribuyó al éxito comercial de los equipos de gama baja Macintosh Classic y Macintosh LC, computadoras de escritorio lanzados por Apple en 1990. Sculley quería repetir el éxito de estos productos con la nueva línea PowerBook.
Sculley comenzó el proyecto en 1990 y quería que el PowerBook se lanzara en un año. El proyecto tenía tres directivos: John Medica, que gestiona la ingeniería para el nuevo ordenador portátil; Randy Battat, que era el vicepresidente de marketing de productos; y Neil Selvin, que encabezó el esfuerzo de comercialización. En 1991, los dos líderes del mercado de ordenadores portátiles eran Toshiba y Compaq, y ambos han introducido modelos con un peso inferior a 8 libras (3.63 kg). Medica, Battat, y Selvin deciden que el diseño del PowerBook debe orientarse para pesar menos que sus competidores.
Sculley asigna un millón de dólares al presupuesto de marketing de la línea PowerBook, en contraste con los 25 millones utilizados en la del Macintosh Classic. Medica, Battat, y Selvin utilizan la mayor parte de los fondos en producir y emitir un anuncio en televisión que los espectadores recordaran. La agencia de publicidad Chiat/Day filma a la estrella retirada del equipo de baloncesto Los Angeles Lakers Kareem Abdul-Jabbar sentado incómodamente en un pequeño asiento de avión pero escribiendo cómodamente en su PowerBook. El lema del anuncio era : "Al menos sus manos están cómodas."
Apple presenta el PowerBook 100 el 21 de octubre de 1991 en el COMDEX de Las Vegas, con otros dos modelos, el PowerBook 140 y el PowerBook 170. Tanto el anuncio como el producto tienen éxito. Apple proyecta unas ventas en EUA de más de 200.000 PowerBooks en el primer año, con picos de demanda en los tres primeros meses del lanzamiento. En enero de 1992, Apple ha vendido más de 100,000 PowerBooks, por lo que se encuentra sin equipo suficientes para atender la demanda. Apple soluciona rápidamente el problema de suministro, y las ventas de productos PowerBook alcanzan un millardo de dólares en el primer año tras del lanzamiento. Apple supera a Toshiba y Compaq como líder del mercado mundial de ordenadores portátiles. Los PowerBook 100, 140, y 170 contribuyeron en gran medida al éxito financiero de Apple en 1992. Al final del ejercicio, Apple anunció sus cifras más elevadas aún, 7,1 millardos de dólares en ingresos y un aumento de la cuota de mercado mundial del 8 al 8,5 por ciento, la más alta alcanzada en cuatro años.
Sin embargo, la popularidad inicial de los PowerBook 100 no continúa. Las ventas disminuyeron, y desde diciembre de 1991, los 140 y 170 se han convertido en los modelos más populares, porque los clientes estaban dispuestos a pagar más por un equipo con disquetera incorporada y segundo puerto serie, de los que el PowerBook 100 carece. El 10 de agosto de 1992, Apple retira silenciosamente el PowerBook 100 de su lista de precios pero continúa la venta del stock existente a través de sus propios concesionarios y tiendas alternativas orientadas a las ventas al descuento al consumidor como  Price Club. En estas tiendas, una configuración con 4 MB RAM y 40 MB de disco duro y una disquetera externa se vende por menos de 1000 dólares (unos 1.500 $ menos que el precio de catálogo de la configuración de 2MB/20MB/disquetera).
El 17 de septiembre de 1992, Apple retira 60.000 PowerBook 100 debido a un potencial problema de seguridad. Se descubre que un cortocircuito podría fundir un pequeño agujero en la cubierta, lo que ocurre en tres de los 60.000 notebooks fabricados entre octubre y marzo de 1991. El día de la retirada, las acciones de Apple cerraron a 47 $, cayendo 1,25 $, pero algunos analistas descartaron la importancia de la retirada. Además, las fuentes de alimentación originales han tenido problemas con el aislamiento de grietas que podrían causar un cortocircuito en un fusible de la placa madre; y el ordenador era propenso a las grietas en el conector de la fuente de alimentación externa con la placa madre, lo que requiere cambiar una placa madre con un coste de 400 $ si la garantía ha caducado.

## Características
La mayor parte de los componentes internos del PowerBook 100 se basaban en su predecesor el Macintosh Portable. Se incluyó una CPU Motorola 68HC000 a 16 MHz, 2 MB de memoria, carece de floppy disk drive, y cuesta aproximadamente 2300 $. Una unidad de disquete externa estaba disponible por 279 $. Las dimensiones del PowerBook 100 son una mejora sobre el Portable. Tiene un diámetro de 8,5 pulgadas (21,6 cm), 11 pulgadas (27,9 cm) de ancho, y 1,8 pulgadas (4,6 cm) de alto, comparado con el Portable, que tiene un diámetro de 14,83 pulgadas (37,7 cm), 15,25 pulgadas (38,7 cm) de ancho y 4,05 pulgadas (10,3 cm) de alto. Otra innovación es el uso de la menos cara pantalla de matriz pasiva en lugar de la más nítida pantalla de matriz activa utilizada en el Portable (y el 170). El PowerBook 100 incluye como sistema operativo System 7.0.1 de serie, con soporte para todas las versiones hasta System 7.5.5. Apple, sin embargo, lanza System 6.0.8L, lo que permite al PowerBook 100 ejectutar System 6. También puede utilizarse con algunas versiones anteriores de System 6, aunque Apple no lo soporta oficialmente.
El PowerBook 100 tiene solo un puerto serial externo, diseñado para su uso con una impresora o un dispositivo compatible RS-422. Es el primer Macintosh que omite el puerto de módem externo, ofreciendo en su lugar como opción un módem V.22bis interno para comunicaciones. Debido a ello, por primera vez un usuario no puede imprimir directamente y acceder a AppleTalk o a un módem externo más rápido simultáneamente, y dispositivos como interfaces MIDI avanzadas no pueden utilizarse porque requieren del uso dedicado de ambos puertos. Sin embargo puede instalarse un puerto serial de módem desarrollado por terceros fabricantes en la ranura de módem interno para los consumidores que precisan de las funciones tradicionales.
Cuando el ordenador no está en uso, el contenido de la memoria se preserva mientras que la batería de plomo y ácido interna permanece cargada. El PowerBook 100 Power Manager es un circuito integrado, habitualmente situado en la placa madre del PowerBook, y es el responsable de la gestión de energía de la computadora. Idéntica al del Macintosh Portable, controla la retroiluminación de la pantalla, el apagado del disco duro, y los procesos de hibernación y despertar, carga de la batería, control del trackball, y procesos de entrada/salida (I/O). El 100 añade una nueva prestación: baterías de litio de 3.5 voltios alimentan continuamente una expansión de la memoria de acceso aleatorio (RAM) mientras que la batería del PowerBook 100 se cambia o cuando el equipo va a ser desconectado temporalmente de todas las alimentaciones eléctricas. Esto lo convierte en el candidato perfecto para utilizarlo con el Disco RAM de Apple para ayudar a prolongar la vida de la batería accediendo con menos frecuencia al disco duro, por lo que el 100 es el único PowerBook que mantiene el contenido de la RAM en el apagado e orden de reducir el tiempo de arranque.
El PowerBook 100 es el primer PowerBook en incorporar el SCSI Disk Mode, que permite que el equipo se utilice como una unidad de disco duro externa en los Macintosh de sobremesa. Esto proporciona un método conveniente para instalar software en el PowerBook o transferirlo al sobremesa, sin necesidad de utilizar la opcional unidad externa de disquete. Un cable SCSI especializado con un conector único es necesario, no obstante, para utilizar cualquier dispositivo SCSI con los equipos PowerBook. Un segundo cable dedicado es necesario para el SCSI Disk Mode. Desarrollos de terceros resolvieron esto en un adaptador HDI-30 a DB-25 con un interruptor en la parte superior para conmutar entre el modo ordenador y el modo periférico. Esta prestación fue única del 100 hasta que Apple introdujo nuevos modelos PowerBooks más de un año después.
Hay dos versiones del teclado QWERTY del PowerBook 100: una versión para el mercado doméstico con 63 teclas y una versión internacional ISO con 64 teclas. La tecla caps lock en el PowerBook 100 no tienen una posición de bloqueo o un indicador LED de su situación, y para compensarlo, el sistema operativo System 7 incluye una extensión que intala un menú especial conteniendo el símbolo de bloqueo de mayúsculas internacional en la esquina superior derecha de la barra de menús.

## Diseño
Tanto el PowerBook 140 como el 170 fueron diseñados antes que el 100 por el Apple Industrial Design Group, entre marzo de 1990 y febrero de 1991. El estilo del 100 se basa en esos ordenadores y representa la primera mejora de la línea PowerBook en las que Apple se beneficia de las lecciones aprendidas en el desarrollo de la carcasa de los equipos más potentes. El 100 se diseña entre septiembre y diciembre de 1990, y conserva los mismos elementos de diseño, que son una variación del lenguaje de diseño Snow White que Apple ha venido usando desde 1984. Específicamente, planea ranuras de 2 mm (0,1 plg) espaciadas cada 10 mm (0,4 plg) además de la intención de igualar toda la línea de productos existente.
Apple recurre a Sony a finales de 1989 debido a que no tiene suficientes ingenieros para manejar el número de nuevos productos que se han previsto para su entrega en 1991. Utilizando un básico blueprint de Apple, incluyendo una lista de chips y otros componentes, y la arquitectura del Portable, el 100 es miniaturizado y fabricado por Sony en San Diego, California, y Japón. Los ingenieros de Sony tienen poca experiencia construyendo ordenadores personales pero no obstante terminaron el diseño de la máquina más pequeña y ligera de Apple en menos de 13 meses, cancelando otros proyectos y otorgando al PowerBook 100 la mayor prioridad. El presidente de Sony Norio Ohga dio permiso al gerente del proyecto Kihey Yamamoto para contratar ingenieros de cualquier división de Sony.
Robert Brunner, jefe de diseño industrial de Apple por entonces, lidera el equipo de diseño que ha desarrollado el ordenador portátil, incluido su trackball y color granito. Brunner dice que diseñó el PowerBook "para que fuera tan fácil de usar y de transportar como un libro normal". El color granito gris oscuro lo distinguen de otros ordenadores portátiles de la época y también de otros productos Apple , que tradicionalmente eran de color beige o gris platino. El trackball, otro nuevo elemento de diseño, se colocó en medio de la computadora, permitiendo que el PowerBook se manejara fácilmente tanto por diestros como por zurdos. Los diseñadores están tratando de crear una moda con el diseño global de la computadora portátil, que, a su juicio lo convierte en un accesorio más personal, como una cartera o maletín. Brunner dice: "Dice algo sobre la identidad de la persona que lo lleva".

## Recepción
Crystal Waters de Home Office Computing elogió el diseño único y efectivo del PowerBook 100 pero se mostró decepcionado porque el módem interno carece de la capacidad de recibir faxes, y la falta de un puerto de monitor externo. La baja capacidad del disco duro de 20 MB también fue criticada. Una vez instaladas las aplicaciones de un usuario básico, queda poco espacio para programas y documentos. Waters concluye: "Después de haber utilizado el 100 constantemente en las últimas semanas, sé que no se sentirán decepcionados por la compra solo si se opta por la opción con disco duro de 40 MB."
PC Week benchmark el PowerBook 100, contra su predecesor, el Macintosh Portable. El PowerBook 100 tarda 5,3 segundos en abrir un documento de Microsoft Word y 2,5 segundos en salvarlo. El Portable tarda 5,4 y 2,6 segundos respectivamente. PC Week testea la vida útil de la batería, obteniendo 3 horas 47 minutos de uso. Byte magazine' concluye su revisión , "El PowerBook 100 es recomendado para tratamiento de textos y tareas de comunicaciones; los modelos de gama alta ofrecen bastante potencia para informes complejos, grandes hojas de cálculo y gráficos profesionales." MacWEEK lo describió como "ideal para escritores y otros con un presupuesto ajustado."
El PowerBook 100 sigue recibiendo el reconocimiento de la prensa. PC World nombró al PowerBook 100 el décimo mayor PC de todos los tiempos en 2006, y en 2005, el magazine norteamericano Mobile PC escoge al PowerBook 100 como el mayor gadget de todos los tiempos, por delante del Sony Walkman y la Atari 7800. El PowerBook 100 recibe múltiples recompensas por su diseño, incluyendo el 1999 IDSA Silver Design of the Decade Award, Form magazine's 1993 Designer's Design Awards, el ISDA Gold Industrial Design Excellence Award de 1992 , el Appliance Manufacturer Excellence in Design de 1992, y el Industry Forum Design 10 Best de la Feria de Hannover.

## Detalles Técnicos[1]
- CPU: Motorola 68HC000 a 15,667 MHz
- Velocidad del Bus : 16 MHz
- ROM : 256 kB
- RAM : 4 Megabytes ampliables a 8. Memoria PSRAM de 100 ns. 2 MB en placa madre y otros 2 en una ranura propietaria
- Pantalla : 9 pulgadas (22,86 cm), monocromo matriz pasiva (FSTN)[13] LCD retroiluminada integrada, soporta una resolución interna de 640 × 400 en 4 bits (niveles de gris).
- Almacenamiento
  - Una unidad de disquete SuperDrive de 3,5 y 1,44 MB externa opcional
  - Un disco duro SCSI de 20, 40 u 80 MB
  - Cualquier dispositivo SCSI externo, como :
    - Unidades Iomega Bernoulli Box
    - Unidades de Disco magneto-óptico
    - Unidades Iomega Zip
    - Unidad SuperDisk (LS-120)
    - Unidad Iomega Jaz
    - Unidad Castlewood Orb
    - Unidad CD-ROM y grabadoras
- Conectores :
  - 1 puerto SCSI (HDI-30)
  - 1 puerto de unidad de disquete externa (HDI-20)
  - 1 puerto serie RS-422 con Conector mini-DIN 8 (printer, AppleTalk).
  - 1 puerto ADB
  - 1 conector minijack de auriculares : mono 8 bitscon una frecuencia de muestreo de 22 kHz
  - Conector de seguridad Kensington
- Carcasa : en plástico gris de 22 × 28 × 4,6 cm (8,5 × 11 × 1,8 pulgadas) y un peso de 2,31 kg (5,1 libras). Presenta dos patillas retraíbles para mantener la caja en un plano inclinado. En el lateral derecho se encuentra la batería, que es accesible por el frontal. En el izquierdo dos botones, Interrupt y Reset y la unidad interna de disco duro. En la trasera, protegido por una trampilla, el conector RS-422, el puerto ADB, puerto SCSI. Una segunda trampilla da acceso a las tres pilas botón CR2430 (Backup Batteries). Por último, un interruptor on/off está situado junto a la toma de la fuente de alimentación externa
- Teclado estándar de Apple de 63/64 teclas, ocupando 2/3 de la zona interior de la carcasa (10,6 × 3.5 0,5 pulgadas). El otro tercio ocupado por una trackball con un pulsador en la zona superior y otra en la inferior, situada debajo de la barra espaciadora. Ambos usan internamente interfaz ADB
- Expansión :
  - 1 conector específico de ampliaciones de memoria SRAM, con una velocidad mínima de 100 nanosegundos
  - 1 slot comunicaciones para el módem opcional
- Red : AppleTalk
- Alimentación eléctrica :
  - Fuente de alimentación externa 922-0043 24 W 2 A autoconmutable  85–270 (100/240 nominal) V AC, 48–62 Hz (50-60 nominal). Salida de 7.0–7.6 V (7.5 nominal); 5 mA–2 A (1.5 nominal).
  - Batería de plomo y ácido interna de 7 voltios DC, con hasta 150 minutos de autonomía.
  - Batería de backup : tres CR2430
- Sistema operativo : System 6.0.8L, System 7.0.1 a System 7.5.5
- Gestalt ID : 24  (código de identificación de computadoras)
- Nombre en código : Elwood, Jake, O'Shanter & Bess, Asahi, Classic, Derringer, Rosebud,[38] and Sapporo[26]